# Dan Towriss
Dan Towriss é um empresário e diretor-executivo estadunidense que atualmente é o presidente do Group 1001, que foi fundado por ele, e diretor-executivo da divisão de automobilismo da TWG Global.
Towriss também é coproprietário minoritário e diretor-executivo da Andretti Global, que foi adquirida por Mark Walter, em novembro de 2024, por meio de sua holding TWG Global. Towriss se associou a Andretti pela primeira vez por meio do patrocínio da subsidiária do Grupo 1001, a Gainbridge, posteriormente, ele adquiriu ações da companhia, sendo parte dos investimentos focados na potencial entrada da equipe na Fórmula 1. Towriss se tornou diretor-executivo da Andretti Global em setembro de 2024, após Michael Andretti renunciou o cargo, embora Michael continuasse a desempenhar um papel na empresa como consultor. Após a compra da Andretti Global, Walter contratou Towriss, que permaneceu como proprietário minoritário da Andretti, para atuar como diretor-executivo da divisão de automobilismo da TWG, Com isso, ele continuou responsável pelo programa de Fórmula 1 da Andretti em parceria com a General Motors/Cadillac, que deu origem a Cadillac Formula 1 Team.